# Одесская эвакуация (1920)
Оде́сская эвакуа́ция (21 января [3 февраля] — 26 января [8 февраля] 1920 года) — историческое событие времён Гражданской войны в России, связанное с эвакуацией морем из Одессы боевых частей, тыловых учреждений, вооружений, боеприпасов и другого материального имущества войск Новороссийской области ВСЮР и Одесского гарнизона, а также гражданского населения, не пожелавшего оставаться на занимаемой Красной армией территориях. Необходимость эвакуации назрела ввиду катастрофических изменений на фронте после перехода Красной армии в наступление.
Хотя возможность эвакуации рассматривалась командованием ВСЮР и Новороссийской области с конца 1919 года, подготовлена она так и не была. Современники называли её «бездарной»: в Одессе осталось значительное количество вооружений и материальных ценностей, погрузиться на морские суда смог примерно только каждый третий из желающих.

## Обзор общего положения частей Новороссийской области ВСЮР зимой 1919—1920 гг
В результате контрнаступления Южного фронта Красной армии, начавшегося в октябре 1919 года, войска ВСЮР были отброшены на юг, а к 9 января 1920 года, когда Красная армия вышла к побережью Азовского моря и овладела Ростовом-на-Дону — окончательно рассечены на две части, причём войска Киевской (к тому моменту уже переподчинённые главнокомандующему Новороссийскими войсками генералу Н. Н. Шиллингу) и Новороссийской областей оказались отрезанными от основных баз и центрального командования. Имеющимися в наличии под командованием Шиллинга войсками было невозможно удерживать Крым и Новороссию одновременно. Приоритет был отдан Крыму и Новороссией было решено пожертвовать. В середине декабря 1919 года начались мероприятия по эвакуации из Одессы учреждений Белого Юга, но вскоре приостановленные, ввиду описанного ниже.
Решение об эвакуации Новороссии вызвало негативное отношение в союзных миссиях: представители Манжен и Хольмэн убеждали главнокомандование ВСЮР обязательно удерживать одесский район, доказывая, что в противном случае союзные правительства сочтут, что война проиграна и могут прекратить всяческое снабжение армий Юга России. Причём для организации и усиления обороны района англичане обязались поставить в Одессу материальные припасы в необходимом количестве и предоставить, в случае необходимости, силу огня английской корабельной артиллерии, для поддержки белых войск. Под влиянием этих факторов, скорее политического свойства, чем военного, Главнокомандующий ВСЮР А. И. Деникин дал 18 (31) декабря 1919 года приказ Шиллингу удерживать и Крым, и Одессу, а 22 декабря (4 января) 1920 года направил союзникам телеграмму: «…для обеспечения операции и морального спокойствия войск и, главное, на случай неудачи необходимо: 1) обеспечение эвакуации Одессы союзным флотом и союзным транспортом; 2) право вывоза семейств и лиц, оставление которых грозило им опасностью; 3) право прохода в Румынию войск, подвижных составов и технических средств».
Задача, поставленная перед Шиллингом, была невыполнимой для имеющихся войск (обещанная материальная помощь от англичан в необходимых количествах так и не прибыла, бо́льшая часть войск перешла в Крым — в одесском районе оставались только войска бывшей Киевской области и немногочисленные части Украинской галицкой армии (УГА), ставшей с ноября 1919 года союзницей ВСЮР) — главным образом из-за их морального состояния: неудачи главного театра военных действий и опасения провала морской эвакуации подавляли способность войск к сопротивлению. В отступающих войсках свирепствовала эпидемия тифа, превосходящая по своим пагубным последствиям боевые действия. Так, войска УГА практически полностью утратили боеспособность из-за эпидемии.
Уже тогда генерал Шиллинг указывал Ставке, что полная эвакуация морем может оказаться невыполнимой даже с помощью флота союзников, и поэтому просил получить при посредничестве Держав Согласия румынское разрешение на пропуск части войск и беженцев в Бессарабию. Одновременно с этими сообщениями о потенциальных угрозах, его доклады о текущей обстановке, вопреки реальному положению дел, носили вполне оптимистичный характер — он сообщал, что военные действия в Новороссии вполне успешны и Одессе в ближайшем будущем ничто не угрожает.
Связь между Одессой и Екатеринодаром не была постоянной, Ставке приходилось полагаться на оптимистические донесения Шиллинга. При этом возможность начать предварительную эвакуацию Одессы осложнялась шатким положением Белого Крыма. Принимая во внимание заверения генерала Шиллинга о твёрдом положении Одессы, захват Красной армией Крыма казался более вероятным. Английское командование также считало угрозу падения белого Крыма вполне реальной и в конце января дало указанием всем английским транспортным судам в регионе и нескольким военным кораблям оставить выполнение всех иных заданий и прибыть в Севастополь для обеспечения эвакуации.
Схожими соображениями руководствовался и вице-адмирал Д. В. Ненюков, к тому же выход Красной армии в первых числах января к берегам Азовского моря заставил его срочно заняться эвакуацией Мариуполя, Херсона, Николаева и других портов, для чего были задействованы все имеющиеся в наличии корабли, ледоколы и запасы угля. Генерал Деникин позже охарактеризовал такое поведение военных моряков как «саботирование …одесской эвакуации…».

### Роль военного лидера
Многие свидетели происходивших в Новороссийском крае событий объясняли отсутствие организованной обороны и быструю сдачу края большевикам отсутствием авторитетного и энергичного военного лидера, который сумел бы вернуть войскам веру в победу и воспользоваться имеющимися в крае силами и ресурсами для продолжения борьбы. Главноначальствующего Н. Н. Шиллинга упрекали в нерешительности и безынициативности. Вот какую характеристику Шиллингу давал генерал К. И. Глобачев:

Сам генерал Шиллинг был высокопорядочный человек, по убеждениям крайний монархист. Я его знавал ещё в юношеские годы, это был весьма добрый, честный, отзывчивый человек, каковым он и остался. Недостаток его для высокого поста, который он занимал, заключался в том, что он был слишком мягок и отдавался больше личной жизни, чем это, может быть, позволяло его служебное положение. Окружающие его военные и гражданские чины пользовались его недостатками и обрабатывали свои личные дела, прикрываясь именем главноначальствующего.— Глобачёв К. И: «Правда о русской революции: Воспоминания бывшего начальника Петроградского охранного отделения».
В. В. Шульгин вспоминал, что по его мнению и мнению ряда других военных и общественных деятелей (В. А. Степанов, А. М. Драгомиров), находящихся в тот момент в Новороссии, военным лидером, который мог бы своим авторитетом и активными действиями спасти положение был П. Н. Врангель, находящийся в тот момент не у дел в Константинополе. Этой группой, а также другими военными и политическими «центрами» Юга России были предприняты шаги, чтобы добиться от А. И. Деникина назначения П. Н. Врангеля командующим всеми белыми силами в Новороссии или, по меньшей мере, откомандирования его туда для формирования кавалерийских соединений.
Генерал Шиллинг ходатайствовал перед Ставкой о назначении генерала Врангеля своим помощником по военной части, что было согласовано между Главнокомандующим, Главноначальствующим и Врангелем 18 (31) января 1920 года. Ближайший пароход, посредством которого генерал Врангель мог бы добраться до Одессы, выходил из Константинополя в Крым только 27 января (9 февраля) 1920 года. 25 января (7 февраля) 1920 года, однако, Одесса пала.
Генерал Деникин в своих воспоминаниях «Очерки Русской смуты» так писал об этом:

Н. И. Астров от имени бывших членов «Особого совещания» выдвинул …вопрос о генерале Врангеле, его вынужденном бездействии и о назначении его в Новороссию. Степанов, уехавший в Одессу, убеждал генерала Шиллинга просить о назначении помощником себе барона Врангеля.…И привлечение барона Врангеля к новой деятельности, и оставление его не у дел одинаково вызывали крупные осложнения. Вместе с тем боевая деятельность Шиллинга, сумевшего с ничтожными силами дойти до Волочиска и Казатина, не давала поводов к его удалению. К тому же представлялось неясным, что делать генералу Врангелю, в глазах которого «Добровольческой армии, как боевой силы, не существовало», с войсками Новороссии, и в организационном и в боевом отношении более слабыми, чем части Добровольческой армии… Но ввиду возбужденного генералом Шиллингом ходатайства я назначил барона Врангеля помощником его по военной части. Вскоре, однако, Одесса пала, Новороссия была очищена нами, и генерал Шиллинг со штабом и гражданским управлением переехал в Крым. Нагромождение на маленькой территории многочисленной власти являлось совершенно излишним, поэтому 28 января назначение Врангеля было отменено.
— «Очерки русской смуты» Деникин А. И. .

## Положение в городе Одессе к 1920 году
К началу 1920 года Одесса, один из крупнейших городов бывшей Российской империи и крупнейший её черноморский порт являлась центром новообразованной Новороссийской области. В городе размещался штаб войск Новороссийской области под командованием Н. Н. Шиллинга. Население города, несмотря на приток беженцев, спасающихся от надвигающейся Красной армии, сократилось в результате революций, гражданской войны, красного террора и предыдущих эвакуаций до примерно 450 тыс. жителей. Только зарегистрировавшихся офицеров в Одессе было до 25 тысяч.
В тыловых армейских службах и в гражданских учреждениях Белого Юга процветали взяточничество и казнокрадство. В. В. Шульгину был предоставлен доклад, описывающий состояние этих учреждений в следующих выражениях:
Для организации обороны города в начале декабря 1919 года приказом генерала Н. Н. Шиллинга была назначена должность Начальника обороны Одесского района. На неё был назначен генерал-майор граф Н. Н. Игнатьев, бывший командир бывшего Лейб-гвардии Преображенского полка. Ему подчинялись все местные отряды «самообороны» и создающиеся добровольческие отряды, а также поручалось создать линию фортификационных укреплений, опоясывающих город. За полтора месяца дело возведения этих укреплений не продвинулось ни на шаг — были утверждены планы и подрядчики, последние получили гигантские авансы на возведение укреплений, но всё осталось только на бумаге.
В условиях гражданской войны и разрухи городское хозяйство быстро деградировало. Вот как описывал состояние одесских улиц В. В. Шульгин, находившийся тогда в Одессе:

Улицы Одессы были неприятны по вечерам. Освещение догорающих «огарков». На Дерибасовской ещё кое-как, на остальных темень. Магазины закрываются рано. Сверкающих витрин не замечается… Среди этой жуткой полутемноты снуёт толпа, сталкиваясь на углу Дерибасовской и Преображенской. В ней чувствуется что-то нездоровое, какой-то разврат, quand même, — без всякой эстетики. Окончательно перекокаинившиеся проститутки, полупьяные офицеры… Остатки культуры чувствуются около кинотеатров. Здесь всё-таки свет. Здесь собирается толпа, менее жуткая, чем та, что ищет друг друга в полумраке. Конечно, пришли смотреть Веру Холодную…— Шульгин В. В. 1920 год..
Приглашает в свои ряды всех тех, в ком ещё не умерло сознание своего священного долга перед Родиной. В отряд принимаются солдаты, офицеры и добровольцы:

1) подлежащие и не подлежащие призыву

2) состоящие на службе в тыловых учреждениях и

3) несостоящие в строевых частях Новороссийской области

Цель отряда — защита города Одессы, прилегающих районов и вообще борьба с большевизмом не только силой оружия, но и силой морального воздействия.

Отряд формируется из трёх родов оружия: 1) отдельный пехотный батальон; 2) отдельный конный дивизион; 3) отдельная конно-сапёрная сотня.

Штаб формирования помещается в гостинице «Пассаж» вход с Преображенской
полковник Силаев
В деле привлечения к обороне многочисленных добровольческих отрядов, создаваемых в то время в Одессе, особых успехов также не было, хотя одесские газеты тех дней пестрели всевозможными объявлениями о формировании добровольческих отрядов для защиты города. Штаб самообороны немцев-колонистов, справедливо считавшихся дисциплинированной и морально-твёрдой силой, конфликтовал с Штабом обороны. Немцы-колонисты желали защищать только свои собственные колонии, отказались выходить на назначенные им позиции под Вознесенском и Николаевом и после этого были объявлены «ненадёжным элементом» и их снабжение и вооружение было прекращено.
Ниже приводится список некоторых отрядов формировавшихся в Одессе:
- «Отряд Священного долга» митрополита Платона (по сообщению В. В. Шульгина в отряд записались откровенные уголовники);
- «Одесский отряд самообороны из немцев-колонистов»;
- «Малороссийский партизанский отряд атамана Струка» (или «Крестьянския партизанский отряд батьки Струка»), ранее «прославившийся» участием в еврейских погромах;
- «Союз Возрождения России»;
- «Отряд особого назначения» под руководством В. В. Шульгина (состоял преимущественно из учащейся молодёжи);
- «Рабоче-офицерский отряд» инженера Кирсты — преимущественно из киевских рабочих, эвакуировавшихся из оставленного ВСЮР Киева (в Киеве они назывались «рабоче-офицерская рота»);
- «1-й Одесский партизанский батальон 1-го офицерско-добровольческого полка Новороссии»;
- «Старообрядческий батальон»;
- Общественный комитет обороны формировал «особые ударные батальоны»;

В создаваемые отряды записывались в основном те, кто хотел уклониться от настоящего призыва в армию Юга России или жуликов, которые встав на учёт, получив тёплое обмундирование, сапоги, денежное довольствие, сразу же направлялись на базар, продавали всё полученное имущество и шли записываться в следующий отряд. Таким образом в Одессе номинально числилось несколько «добровольческих полков», на деле же состоявших только лишь из 5—6 человек штабных работников.

…большинство стоящих во главе ведомств должностных лиц заняты одной целью — набрать возможно больше денег, потому взяточничество процветает. Лица, заведывающие эвакуацией, берут взятки за предоставление мест на пароходах; комендатура порта — за освобождение судов от мобилизации; управление начальника военных сообщений — за распределение тоннажа в Чёрное море. Описать хищения, которые происходят на железных дорогах, нет возможности — там пропадают целые составы…— Шульгин В. В. 1920 год..
Во второй половине декабря 1919 года из Одессы в Варну были эвакуированы семьи высших лиц Новороссийской области. Это вызвало тревогу у простых одесситов.
Командующий войсками Новороссийской области Н. Н. Шилинг в середине января 1920 года пытался на местном уровне добиться от английских представителей подтверждения всего того, что было ранее обещано начальниками союзных миссий главнокомандованию ВСЮР, на случай эвакуации Одессы, а именно:
1) предоставление необходимого количества транспортов для эвакуации морем из Одессы семей офицеров и гражданских служащих Добрармии;
2) содействия английского флота по обороне Одессы;
3) срочной присылки оружия и боеприпасов;
4) восстановление железнодорожного моста на Бугазе, для возможности эвакуировать железной дорогой в Румынию бронепоездов ВСЮР и другого ценного имущества;
5) содействия союзников в получении от румынского правительства разрешения на пропуск воинских частей и гражданских беженцев, в случае если эвакуация морем окажется невозможной.
8 (21) января 1920 года от местного представителя английского командования генералом Н. Н. Шилингом был получен ответ, который являлся копией телеграммы, полученной из Константинополя: «Британские власти охотно помогут по мере своих сил, но сомневаются в возможности падения Одессы. Это совершенно невероятный случай…» и что для эвакуации 30 000 человек (как того запрашивал Шиллинг) транспортов всё равно нет, а если бы и были, то нет стран, которые были бы согласны принять такое количество беженцев.

### Городские власти
В декабре 1919 года в Одессе прошли демократические и свободные выборы в Городскую думу, на которых уверенную победу одержал «Христианский блок», состоящий из правых и центристских партий, поддерживающих Белую власть. Таким образом, было совершенно ясно, что власть Белого Юга поддерживалась значительной частью населения Одессы. Первое заседание Городской думы состоялось 20 декабря 1919 (2 января 1920) года. На первом заседании Городским головой был избран В. А. Колобов — одессит, бывший екатеринославский губернатор, занимавший высокие посты в одесской администрации гетмана Скоропадского. Городской голова и члены избранной тогда же Городской управы до самых последних часов эвакуации оставались на своих постах и пытались упорядочить работу городских служб. Эвакуацией городского имущества Управа не занималась — приказа об этом от военных властей так и не последовало, самостоятельных шагов в этом направлении Управа также не принимала.

## События, непосредственно предшествовавшие объявлению эвакуации
10 (23) января 1920 года 41-я стрелковая дивизия Красной армии и приданная ей кавалерийская бригада Котовского начали наступление по правому берегу Днепра в направлении на Николаев. Одессу с восточного направления защищал 2-й корпус Добровольческой армии генерала М. Н. Промтова, расположенный в низовьях Днепра и усиленный частями Одесского гарнизона. Ослабленный из-за массового дезертирства новобранцев, призванных в одесском районе, и из-за эпидемии тифа, корпус дрогнул и начал быстрое отступление на запад, в сторону Одессы, оказывая слабое сопротивление наступающим красным.
Части, под командованием Н. Э. Бредова, совершавшие в тот момент сосредоточение в районе Ольвиополь — Вознесенск для нанесения флангового удара по наступающим правым берегом Днепра частям 14-й советской армии Уборевича, ввиду изменения обстановки, также начали отход на запад, получив приказ переходить в Румынию на пунктах перехода в районе Тирасполя.
16 (29) января 1920 года белыми был оставлен Херсон, на следующий день — Николаев. Положение Одессы стало катастрофическим. 18 (31) января 1920 года генерал Шиллинг уведомил генерала Деникина, а 19 января (1 февраля) 1920 года — начальника союзнической миссии, что Одессу удержать невозможно. Тогда же из Одессы в Севастополь на эсминце «Живой» ушёл начальник штаба Шиллинга генерал В. В. Чернавин. Только после его личного доклада 19 января (1 февраля) 1920 года командир флота Д. В. Ненюков уяснил для себя истинное положение Одессы и необходимость предпринять срочные меры для высылки транспортов и прочих судов для организации эвакуации. Ненюков и Чернавин 20 января (2 февраля) 1920 года посетили старшего офицера союзников в регионе — капитана линкора «Мальборо» Чарльза Джонсона Charles D. Johnson. Английский офицер увязал посылку судов в Одессу с получением гарантий о надёжности обороны Крымских перешейков. Только после получения таких гарантий от Я. А. Слащёва, во время проведения специально собранного в ночь на 3-е февраля в Джанкое совещания военного командования, 21 января (3 февраля) 1920 года англичане направили в Одессу два британских транспортных судна, пароход с запасом угля и крейсер «Кардифф».
В то же время Красная армия развивала наступление — 21 января (3 февраля) 1920 года ими была взята морская крепость Очаков. Главные силы 41-й дивизии и бригада Котовского начали наступление непосредственно на Одессу. Зная, что тоннажа для эвакуации морем в Одессе нет, генерал Шиллинг отдал приказ войскам 2-го корпуса Промтова отступать не на Одессу, а на румынскую границу для перехода на территорию Румынии, имея пунктом сосредоточения село Маяки. Тыловым учреждениям 2-го корпуса, находившимся в Одессе, тогда же было предписано следовать на Маяки, для соединения с главными силами корпуса. В Одессе остались в основном только разрозненные тыловые учреждения войск Новороссийской области, штабы, разрозненные военнослужащие отставшие от своих частей, различные команды УГА, добровольческие отряды местного формирования.
Капитан английского транспортного судна «Рио Негро» (англ. Rio Negro), принимавшего участие в эвакуации, И́ван Кэмерон (англ. Cameron, Evan Percival) оставил следующие воспоминания об Одесской эвакуации.
Находясь на рейде Севастополя с 14 (27) января 1920 года, куда судно «Рио Негро» пришло по распоряжению командующего британскими военно-морскими силами на Чёрном море адмирала Джона Де Робека, капитан утром 21 января (3 февраля) 1920 года получил новый приказ, данный всем транспортным кораблям британского флота командиром линкора «Мальборо», флагмана британских сил на Чёрном море — срочно сниматься с якоря и следовать на Одессу, которой угрожала непосредственная опасность, для приёма беженцев.
Первым отправилось в Одессу однотипное транспортное судно «Рио Пардо» (англ. Rio Pardo), прибывшее в Севастополь 17 (30) января 1920 года под командованием капитана Оуэнса (англ. A. L. Owens). «Рио Негро» снялось с якоря и направилось в Одессу в 13 часов 22 минуты 21 января (3 февраля) 1920 года. Навигация проходила в сложных условиях. Капитану «Рио Негро» в Босфоре выдали одну генеральную карту Чёрного моря и карту Севастополя, отдельно была выдана схема минных постановок, нарисованная от руки и мелкого масштаба. Карты подходов к Одессе на борту не было, капитан ни разу в Одесском порту в прошлом не был. Одесский залив был весь покрыт льдом, стоял туман, делавший невозможным определение местоположения судна по береговым ориентирам.

## Восстание одесских большевиков
Ещё в ноябре 1919 года большевистскими подпольщиками П. С. Лазаревым (бывшим командиром «Одесской армии»), А. В. Хворостиным, С. Б. Ингуловым в Одессе был создан «Подпольный областной военно-революционный повстанческий штаб» в задачи которого входила подготовка большевистского восстания в городе. Хотя Одесскому контр-разведывательному отделению ВСЮР под руководством Г. А. Кирпичникова удалось в течение декабря 1919 года арестовать многих руководителей штаба и членов подпольной организации, обстановка в городе кардинально не улучшилась. Разгромленный штаб перестал быть центром подготовки восстания, однако настроение рабочих окраин Одессы было про-большевистское и вообще авантюристкое — ещё под руководством штаба были созданы различные рабочие подпольные «полки», вооружённые члены которых желали с оружием в руках заняться экспроприацией военного и частного имущества; попросту говоря — грабежом. Эти подпольные отряды после утраты контроля за их деятельностью со стороны штаба продолжали «жить своей жизнью» и ждали удобного момента для выступления.
Подпольный ревком был образован 23 января (5 февраля) 1920 года путём соглашения одесских коммунистов, борьбистов и боротьбистов. Ревком возглавили большевики из военно-революционного повстанческого штаба, избегнувшие ареста — Ингулов и И. П. Арнаутов. Задачей Ревком поставил захват власти в городе. О слабости Белой власти в Одессе в последние дни свидетельствует тот факт, что воззвание Ревкома с требованием передачи ему всей власти в городе, свободно вывешивалось рядом с приказами по городу Начальника обороны города полковника Стесселя и объявлениями английской военной миссии. Танкисты ВСЮР, прибывшие в Одесский порт на транспорте «Дон» из Николаева за несколько дней до падения Одессы, вспоминали, что на их транспорт большевистские агенты подбрасывали анонимные письма, в которых перечислялись имена всех офицеров-танкистов с призывами переходить на сторону большевиков и угрозами, что в противном случае им не избегать расправы, так как большевистское подполье всё равно не выпустит «Дон» из Одесского порта.
В начале февраля 1920 года многие одесские рабочие предприятия объявили забастовку, а в ночь с 22 января (4 февраля) на 23 января (5 февраля) 1920 года в рабочих районах Одессы начались самочинные выступления вооружённых рабочих отрядов, под лозунгами большевиков, анархистов, боротьбистов и борьбистов, которые нападали на отставшие и одиночные обозы, грабили их, убивали попавших к ним в руки офицеров, нападали на представителей власти и участки государственной стражи, впрочем не выходя за границы своих районов. Назначенному генералом Шиллингом Начальнику обороны города Одессы полковнику Стесселю пришлось наводить порядок в рабочих районах силой оружия, с помощью офицерских дружин и броневиков. К 24 января (6 февраля) 1920 года открытые выступления были подавлены, однако порядок в рабочих районах так и не был восстановлен — власти ВСЮР их не контролировали, особенно с наступлением темноты.

## Украинский фактор
Представители Антанты, видя деморализованное состояние войск ВСЮР, пытались найти иную силу, на которую они могли бы положиться для продолжения борьбы с большевизмом в регионе. Их взоры обратились на украинцев. По воспоминаниям А. И. Удовиченко, принимавшего участие в описываемых событиях, 18 (31) января состоялась встреча главы английской военной миссии Уолша с украинскими деятелями. Уолш сообщил украинцам, что в способностях Добровольческой армии союзники разуверились, если украинские деятели гарантируют союзникам свою возможность отстоять город, то в их распоряжение будут переданы всё военное снаряжение, английский флот окажет содействие своей артиллерией. Украинцам предлагалось немедленно приступить к формированию национальных частей. Украинские представители выдвинули встречные условия: командование всеми вооружёнными формированиями в одесском районе должно быть передано представителям УГА, войска Новороссийской области ВСЮР должны при первой же возможности покинуть территорию Украины.
Удовиченко в своих воспоминаниях писал, что в тот момент в районе Одессы находилось до 20 тысяч военнослужащих-украинцев, все из них были готовы встать на защиту Одессы, чтобы «сражаться за Украину». Одесский историк А. А. Филипенко расценил такие оценки как «излишне оптимистические». По его данным, единственной реальной дисциплинированной военной силой были подразделения УГА, крайне малочисленные и ослабленные эпидемией тифа, а настроением этих подразделений было как раз не продолжение борьбы с большевиками, а заключение с ними мирного договора с целью получения разрешения на проход в Польшу, о чём уже давно шли разговоры среди представителей УГА.
Для выработки взаимоприемлемого решения в последующие дни состоялось два совместных совещания представителей УГА, французской и английской военных миссий и ВСЮР. Все требования галичан встретили категорические возражения последних.

## Организация обороны города
22 января (4 февраля) 1920 года генерал Шиллинг объявил эвакуацию Одессы. Комендантом укрепленного района города Одессы его же приказом № 64 от 23 января (5 февраля) 1920 года был назначен начальник гарнизона Одессы полковник Стессель. В его подчинение переходила вся военная и гражданская власть в городе. Был создан Штаб обороны, главой которого назначался полковник Мамонтов. В задачи Штаба обороны входило удержание Одессы до тех пор, пока «…последний боец-доброволец не будет посажен на корабль…». Штаб полковника Стесселя разместился в здании английского клуба, что находится между Городской думой и городским театром.
Неожиданно для защитников Одессы (как то объяснял генерал Шиллинг — по совету английского командования, которому украинские военные, со слов же Шиллинга, гарантировали удержание города) генерал Шиллинг вечером 23 января (5 февраля) 1920 года издал приказ, которым передавал защиту Одессы и всей Новороссии Украинской Галицкой армии во главе с генералом В. Н. Сокирой-Яхонтовым. Вот как вспоминал об этом эпизоде В. В. Шульгин:

…В это время командование уже перешло в руки полковника Стесселя,… Его штаб был в английском клубе.… В клубе масса народу, толпа. Очевидно, сюда жмутся. Светят какие-то жалкие огарки. Мрачно. В этой мрачности непрерывно снуют, входят и выходят, и чувствуется что происходит какая-то пертурбация. Какие-то украинские офицеры приезжали и уезжали в автомобиле. Раза два раздалась «балакающая» «мова». Конечно, это было так, а не иначе: происходила сдача командования «господину нашему» генералу Сокире-Яхонтову.
Зачем генерал Шиллинг, сев на пароход, передал командование неизвестно откуда взявшемуся и не имевшему никаких сил (триста галичан, да и то лежащих в госпиталях) и явно внушавшему всем недоверие генералу Сокире-Яхонтову, — это секрет изобретателя. Однако это было проделано. Полковник Стессель получил от генерала Шиллинга письмо с приказанием подчиниться украинскому спасителю.
Эта передача власти, несомненно, ускорила сдачу Одессы дня на два, ибо кто-то стал надеяться на кого-то, и даже те немногие, что могли что-нибудь сделать, были сбиты с толку.

…я отправился обратно в свой отряд со смутной мыслью распустить его по домам. Ибо если можно ещё донкихотствовать под трехцветным флагом, то под «жовто-блакитным»… покорнейше благодарю… «Довольно колбасы», как говорили в таких случаях на доброармейском жаргоне.— 
24 января (6 февраля) одесситы узнали из расклеенных по всему городу афиш, что вся власть в городе и его окрестностях перешла к галицийскому штабу во главе с «отаманом Зегожем», который будет управлять Одессой от имени Директории Украинской Народной Республики. Уже утром 25 января (7 февраля) 1920 года генерал Сокира-Яхонтов объявил, что отказывается от защиты Одессы.

## Ситуация в Одесском порту
Эвакуация проходила в морозные дни. Накануне Севастопольская гидрометеорологическая обсерватория известила капитанов портов Крыма и Северо-западного побережья, что над Югом России должен пройти небывалой силы циклон, несущий сильные осадки и необычное для этих широт падение температуры. После прохождения циклона в начале февраля месяца температура воздуха не повышалась выше −5 °C днём, а ночью — падала до −10 °C. Весь Одесский залив и акватория Одесского порта были покрыты густым мелким льдом, что очень затрудняло швартовые операции и маневрирование судов в самом порту и прохождение по фарватерам в заливе.
В порту совершенно не было запасов угля — последний уголь был потрачен на снаряжение экспедиции из ледоколов и буксиров в Николаев, для эвакуации этого порта, которая была проведена накануне эвакуации Одессы. К моменту объявления эвакуации ни одного ледокола в порту не было, так как они были выведены в открытое море для содействия застрявшим во льдах судах ещё накануне. Ледокольные буксиры «Смелый» и «Работник» с военными командами на борту и большой английский буксир, прибывший из Крыма, оказывали во всё время эвакуации до её последних часов помощь транспортам.

### Действия управления военного порта
Эмигрантский исследователь происходивших событий Пётр Варнек подверг критике действия Управления военного порта Одесса под командованием капитана 1-го ранга Н. Н. Дмитриева, который не проявлял никакой инициативы и вопреки очевидности угрозы для Одессы не предпринял никаких мер для подготовки эвакуации вплоть до издания генералом Шиллингом соответствующего приказа. Несмотря на наличие в распоряжении Начальника управления достаточного количества морских офицеров и вообще личного состава, в том числе из только что эвакуированного в Одессу Николаевского порта, не были мобилизованы частновладельческие пароходы и не были назначены на них военные команды. Начавшаяся эвакуация происходила безо всякого плана, на транспорты грузили не самое ценное, а то, что находилось поблизости. Частные пароходы предпочитали брать пассажиров и грузы только за плату и уходили полупустые или, если на них находились поддавшиеся большевистской агитации команды, вообще отказывались принимать участие в эвакуации, предпочитая ожидать прихода красных. Более того, 24 января (6 февраля) Дмитриев вообще устранился от управления эвакуацией, сказавшись больным и передав командование своему малоопытному заместителю капитану 2-го ранга Балласу. О степени утраты русскими портовыми властями контроля над ситуацией указывает тот факт, что в два последних, самых напряжённых дня эвакуации, частичный контроль за распределением очереди на швартовку, проводкой судов и постановкой к причалам самочинно взял на себя командир британского крейсера «Церес» Х. О. Рейнольд (англ. H. O. Reinold, прибывший в порт для его охраны. Видя беспомощность русских властей и неразбериху, царящую в порту, английский офицер принял управление движением в порту в свои руки.
Несмотря на острую нужду в буксирах для вывода судов из порта, некоторые портовые буксиры предпочитали выводить в море за хорошую плату частновладельческие пароходы.

### Воспоминания английского капитана
Как написал в своих мемуарах капитан транспорта «Рио Негро»" (англ. Rio Negro) Иван Кэмерон (англ. Evan Percival Cameron), следуя к Одесской якорной стоянке в тумане, команда слышала артиллерийскую канонаду, раздающуюся с берега. Прибыв в расчётное место якорной стоянки в 11 часов 45 минут 22 января (4 февраля) 1920 года капитан «Рио Негро» обнаружил уже находящиеся тут английские линейный корабль «Аякс», крейсер «Кардифф», транспорт «Рио Пардо», другие суда, прибывшие для эвакуации Одессы. У причала в одесском порту уже находился британский крейсер «Церес». Канонада с берега усиливалась. К концу дня туман рассеялся и на горизонте стали видны вспышки от орудийных залпов и разрывов артиллерийских снарядов. «Рио Негро» ожидало своей очереди для постановки к причалу. К причалам пошли несколько транспортных судов и английские крейсера, командам которых было приказано обеспечить порядок в порту. Суда, взявшие на борт свою квоту беженцев и воинские части, выходили из порта и становились на якорь, на их место шли другие суда. Наконец, в полдень 24 января (6 февраля) 1920 года капитаны «Рио Негро» и «Рио Пардо» получили приказ идти в порт для принятия беженцев.
Швартовку обеспечивал один портовый буксир, который только посредством сигнальных флагов «следуйте за мной» указал причал, к которому должно было ошвартоваться судно. Густой лёд в акватории порта сильно осложнил швартовку, прижаться корпусом к причалу не получилось, между судном и причалом осталось пространство, заполненное льдом, шириной несколько метров. Причал, к которому ошвартовалось «Рио Негро» был заполнен людьми, ожидавшими эвакуации. Как только судно ошвартовалось (в 1 час 30 минут пополудни) и спустило трап, оно тотчас было взято под охрану командой крейсера «Церес», в задачу которой входила проверка документов и допуск на борт только тех лиц, у которых имелось разрешение на эвакуацию. Капитан крейсера «Церес» известил капитана «Рио Негро», что Одесса вот-вот падёт и что судно «Рио Негро» последнее, которому было дано разрешение на вход в порт.

## Боевые действия в городе и в порту
В ночь с 24 января (6 февраля) на 25 января (7 февраля) 1920 года генерал Шиллинг со своим штабом покинул город, перейдя на пароход «Анатолий Молчанов».
Рано утром 25 января (7 февраля) 1920 года части 41-й стрелковой дивизии Красной армии вошли в северо-восточные пригороды Одессы — рабочие районы Пересыпь и Куяльник, а посланная в обхват Одессы кавалерийская бригада Котовского заняла железнодорожную станцию Одесса-Товарная, расположенную к западу от города — таким образом Одесса была взята в полукольцо. Рабочие районы не контролировались Белой властью вот уже несколько дней. Свободным от советских частей оставался только юго-западный сектор.
После занятия станции Одесса-Товарная кавалерийская бригада Котовского получила приказание не входить в Одессу, а следовать в направлении села Маяки, для отсечения всех возможных путей отступления из Одессы в северном направлении. С утра 25 января (7 февраля) 1920 года передовые и ещё малочисленные части Красной армии, при поддержке местных большевистских отрядов, начали продвигаться с северо-восточных окраин города к его центру, не встречая серьёзного отпора. Пятикратный кавалер ордена Красного знамени, долгожитель Одессы, полковник Н. Ф. Скутельник вспоминал: «В ночь на 7 февраля 1920 года мой эскадрон был выделен головным отрядом от кавалерийской бригады [Котовского] во время наступления на Одессу. На рассвете на окраине Пересыпи удалось окружить белогвардейскую заставу, что способствовало проходу всей бригады через Пересыпь без сопротивления со стороны белых. Вот за что был награждён орденом Красного Знамени».
В центре города офицерские дружины, подчиняющиеся полковнику Стесселю, оказали наступавшим в некоторых узлах отчаянное сопротивление; особенно упорный бой шёл за здание Офицерского собрания (улица Преображенская — угол улицы Кондратенко). Около 11 часов утра одному из красных отрядов, очевидно, составленному из местных большевиков, удалось выйти на возвышенность Николаевского бульвара, нависающую над портом, в результате жаркого боя захватить городскую комендатуру, располагавшуюся в Воронцовском дворце и, установив на кромке бульвара пулемёты, начать обстрел скоплений людей в Одесском порту. Хотя продвинуться далее красные, из-за своей малочисленности и наличия юнкерских застав, преградивших им дальнейшее продвижение, не смогли, пулемётный обстрел порта и прилегающих улиц произвёл на эвакуируемых сильное впечатление — в порту началась паника, все кинулись искать защиты от пуль под стенами портовых сооружений или на оконечности молов, куда пули не долетали
Разрозненные бойцы и офицеры, находящиеся в порту под обстрелом, смогли самоорганизоваться и перейти в контратаку, с лёгкостью заставив красных отступить. Контратака белых веером расходилась от порта в направлениях Военного и Польского спусков, улиц Маразлиевской, Пушкинской и Преображенской. Центр города вновь перешёл под контроль ВСЮР. Однако связь порта с центром города так и не была восстановлена, а настрой всех белых частей был не на продолжение борьбы, а на эвакуацию. На улицах лежали убитые и ранены, по большей части случайные прохожие. Во второй половине дня белые отряды вновь начали отступать к порту, в надежде попасть на отходящие суда. К концу дня части Красной армии и местные партизанские отряды вновь приблизились к порту и начали делать попытки продвижения к причалам и захвату судов.
Между тем, пока в центре города белые вели бой с красными частями и местными партизанами, капитаны пароходов, в том числе английских и мобилизованных, в спешном порядке начали выходить на рейд. Вышел на рейд и «Антатолий Молчанов», на борту которого находились Главноначальствующий генерал Шиллинг и прочие начальники. Одним из последних уходил транспорт «Далланд», уходил совершенно самостоятельно, без помощи буксира, и застрял на выходе из порта во льду. Воспользовавшись этим, к пароходу по льду побежали люди, перепрыгивая с льдины на льдину. «Далланд» был отбуксирован на внешний рейд английским миноносцем только на следующий день.
Английский крейсер «Церес» уходил уже под ружейными и пулемётными пулями красных, которые щёлкали по его надстройке. Как и было обещано, все юнкера Сергиевского училища и полурота 1-й роты (кадеты-старшеклассники), Одесского кадетского корпуса, общим числом около 350 бойцов, охранявшие порядок в порту во время эвакуации, были приняты на борт «Цереса». Более того, буквально в последнюю минуту, уже под пулями большевиков, в порт по Ланжероновскому спуску пронеслись кадеты-киевляне, числом около 130, в основном младших классов, которые были брошены своими воспитателями в стенах Одесского корпуса и решились на поход в порт по инициативе нескольких кадет-киевлян старших классов. В порт они прибыли без потерь и были приняты тут же на английский угольщик «Вотан», который был ошвартован о борт «Цереса». Когда в порт для эвакуации прибыли офицеры из отрядов защитников города полковника Стесселя, то выяснилось, что, вопреки обещаниям командования, судна для их эвакуации нет.
Неисправный транспорт «Дон», прибывший в Одессу на буксире из Николаева с грузом английских танков 3-го танкового отряда ВСЮР (танки не смогли принять участие в обороне Одессы, так как в Одесском порту не нашлось крана соответствующей грузоподъёмности, чтобы выгрузить их с борта судна на причал) и разнообразного армейского снаряжения, оказался брошен на произвол судьбы, несмотря на заверения военных властей что транспорт с танками обязательно будет выведен из порта. На борту, кроме команды транспорта, находились военнослужащие — танкисты и отдельные чины ВСЮР различных технических частей, а также многочисленные гражданские беженцы. Все они ожидали неминуемой расправы. Установив пулемёты как на борту самого «Дона», так и на причале, танкисты огнём пулемётов не давали красным приблизиться к судну. Между тем две партии танкистов были отправлены на поиски буксира или любого другого мореходного судна. Одной из партий повезло — на соседнем причале была с боем захвачена паровая шаланда «Сурож», экипаж которой ожидал прихода большевиков и не собирался выходить в море. Эта шаланда взяла «Дон» на буксир и с наступлением ночи вывела транспорт с танками и сотнями беженцев на рейд.
Как вспоминал капитан английского транспорта, за порядком в порту следили юнкера Сергиевского артиллерийского училища, которым была гарантирована эвакуация и которые все действительно были приняты на крейсер «Церес» в самый последний момент. Остатки воинских частей ВСЮР грузились на борт ошвартованного на соседнем причале русского парохода «Владимир». Погрузка происходила в такой панике, что охране парохода пришлось открыть огонь по толпе солдат, чтобы привести её в порядок. Погрузка беженцев на борт «Рио Негро» шла весь остаток дня и всю ночь и была закончена к утру 25 января (7 февраля) 1920 года. К 11 часам утра поступил приказ срочно выходить в море, так как большевики уже ворвались в город, к тому же судно уже приняло максимальное количество людей. Во время отхода судна на причале ещё оставались сотни несчастных, которые, стоя на коленях, умоляли взять их на борт. Охране с крейсера «Церес» пришлось возвращаться к своему кораблю уже под пулемётным огнём большевиков. На всех причалах оставались горы багажа, подвод, автомобилей, которые беженцы не смогли поднять на борт.
На борт «Рио Негро» поднялось примерно 1400 человек беженцев, в то время как судно было рассчитано на перевозку 750. По своему составу это были в основном женщины и семьи из высших классов, дети, раненные офицеры. У них было достаточное количество личного оружия, которое капитан «Рио Негро» приказал немедленно сдать команде. Проверка пассажиров также показала, к ужасу команды, что на борт были подняты тифозные больные. Судовой врач немедленно начал оказывать больным необходимую помощь. Судовой кок со своими помощниками начал непрерывный процесс приготовления пищи для всего этого огромного количества людей. Выведя судно из порта и встав на якорь в окружении других судов, экипаж судна провёл во всех этих неотложных заботах о своих пассажирах всю ночь. На борт транспорта была также переведена часть юнкеров и кадет, которые ушли из Одесского порта на крейсере «Церес». На следующее утро, 26 января (8 февраля) 1920 года, капитан «Рио Негро» поднял сигнальные флаги «Прошу разрешения сняться в рейс». Линкор «Аякс» ответил: «Следуйте в Константинополь».
К ночи основная масса беженцев, оставшихся в порту после ухода судов, потеряв надежду на эвакуацию, покинула территорию порта. В порту в одном из строений оставалось две сотни больных и раненых, а также какое-то количество военных и гражданских беженцев. Почти всем из них удалось сесть в течение ночи на мелкие суда и буксиры, которые под покровом темноты отваживались вернуться в порт с рейда, чтобы подобрать желающих эвакуироваться.
Бои в городе шли до середины дня 26 января (8 февраля) 1920 года. Только к этому времени красным окончательно удалось захватить Одессу и порт. Установив на оконечностях молов артиллерийские батареи, красные попытались обстрелять из орудий суда находящиеся на рейде, но ввиду большой дистанции обстрел не принёс кораблям никакого вреда. Ещё какое-то количество беженцев, на мелких плавсредставах отошедших от других причалов, смогло пробраться к стоящим на рейде судам в первые дни после оставления Одессы, так как красные не контролировали всего побережья.
Командиры УГА приняли решение в боевых действиях участия не принимать, объявить нейтралитет, вывесить на местах расположения частей белые флаги, послать к командованию наступающих на Одессу частей Красной армии делегацию с предложением заключить перемирие. Всем военнослужащим было приказано не покидать места расквартирования и не выходить на улицу. Впрочем, ещё накануне, те из частей и военнослужащих, которые не желали заключать мир с большевиками, стали уходить из Одессы с частями ВСЮР или самостоятельно, для того, чтобы соединяться с зелёными атаманами или частями армии УНР. Делегация УГА встретилась с командованием 45-й стрелковой дивизии красных и заключила перемирие, при этом районы, которые занимали части УГА, переходили под охрану этих самых частей. В те дни в частях УГА нашли прибежище и многие местные украинцы, которые, опасаясь большевистского террора, присоединились к ним, выдавая себя за галичан.
Вывод из порта недостроенных военных кораблей и уничтожение неспособных к морскому переходу
В Одесском порту находилось несколько строящихся военных кораблей в разной степени готовности, готовность некоторых была практически полной. Были предприняты усилия, чтобы ни один из них не достался красным. В порту находились недостроенные крейсер «Адмирал Нахимов», эскадренные миноносцы «Цериго» и «Занте», десантные суда типа «Эльпидифор» — № 413 и № 414, подводные лодки «Лебедь» и «Пеликан».
Недостроенный эскадренный миноносец «Занте» был выведен из Одесского порта на внешний рейд ещё загодя и оставлен на якоре без команды. Недостроенный и не имевший ещё орудий эскадренный миноносец «Цериго» имел на борту полный комплект офицеров, взявших на борт свои семьи, и небольшую команду матросов-добровольцев. Старший офицер миноносца старший лейтенант Г. В. Корнилович убыл за портовым буксиром для вывода миноносца на рейд. Во второй половине дня 25 января (7 февраля) 1920 года «Цериго» на буксире был оттянут от причала на 200—300 метров, но в этот момент буксировочный конец лопнул. Корнилович по приказу командира миноносца Н. В. Задлера ушёл на буксире на рейд, чтобы привести более мощный буксир. Красные открыли ружейный огонь по стоящему во льдах миноносцу, но пули не причиняли ему вреда, а вскоре его скрыла темнота. Утром, к ужасу экипажа, они обнаружили, что миноносец отнесло течением обратно к причалу. Офицеры и их семьи уже прощались с жизнью в ожидании красных. Красные действительно появились на причале, но, очевидно полагая, что команда эсминца вернулась в порт добровольно, не предпринимали попыток проникнуть на борт. Так как долго так продолжаться не могло, команда «Цериго» решила пойти на хитрость — на берег была послана команда мнимого «судового комитета», состоящая из двух матросов и инженер-механика А. Ф. Полякова. Делегация явилась в штаб красных и объявив, что команда перешла на сторону большевиков, потребовала от штаба предоставить экипажу «защитную грамоту» от всевозможных самочинных обысков. Штаб выдал требуемую бумагу и даже послал на пирс часовых для охраны эсминца, под охраной которых «Цериго» провёл остаток дня 26 января (8 февраля) 1920 года. Ночью к «Цериго» подошёл более мощный буксир, который привёл старший лейтенант Корнилович и оттянул эсминец на рейд, откуда он, не без дальнейших трудностей и опасностей, был отбуксирован в Севастополь.
Русские военные корабли «Жаркий» и «Цесаревич Георгий», прибывшие из Севастополя когда транспорты уже вышли из порта, получили задания под покровом темноты войти в порт и содействовать выводу оставшихся в порту кораблей.
«Жаркий», войдя в порт при помощи английского миноносца, отчистившего ото льда подходы к порту, вошёл в порт и его капитан Манштейн принял решение попытаться увести недостроенный крейсер «Адмирал Нахимов». Высаженная с «Жаркого» на причал возле «Нахимова» партия охотников была обстреляна из пулемётов и забросана гранатами, однако огонь из 75-мм орудия «Жаркого» заставил большевиков отступить. Попытки оторвать от причала вмерзший в лёд крейсер «Адмирал Нахимов» ни к чему не привели и к 2-м часам ночи «Жаркий» вернулся на внешний рейд, где у него произошло столкновение со стоящим на якоре без команды эсминцем «Занте» — из-за начавшегося шторма «Занте» сорвало с якоря и его навалило на «Жаркий». После столкновения «Занте» выкинуло на берег, где он простоял до конца Гражданской войны, а «Жаркий» был вынужден заняться устранением повреждений.
Когда «Жаркий» вышел из Одесского порта, ему на смену направился вспомогательный эсминец «Цесаревич Георгий». Он получил задание войти в порт и увести на внешний рейд две баржи, гружённые снарядами. Войдя в порт «Цесаревич Георгий» был обстрелян с берега и так же открыл ответный огонь из 70-мм орудия. В темноте найти баржи не удалось и эсминец вернулся на рейд. С наступлением дня ему было поручено произвести разведку в сторону Днестровского лимана для поиска Одесского кадетского корпуса и вообще отрядов, отступивших из Одессы в сторону Румынии. В случае если таковые будут обнаружены — сделать всё возможное для их эвакуации морем. Старший штурман «Цесаревича» Б. Н. Степанов высадился на берег, но ни следов белых отрядов, ни данных о их местоположении найдено не было.
Корабли международной эскадры оставались на рейде Одессы ещё несколько дней. Капитан пришедшего американского эсминца даже посетил Одессу, попытавшись получить от красного командования разрешение на эвакуацию на корабли оставшихся в Одессе иностранцев. Англичан беспокоила перспектива введения в состав Красного флота двух оставшихся в Одесском порту подводных лодок «Лебедь» и «Пеликан». Была разработана дерзкая операция по их похищению из порта. 29 января (11 февраля) 1920 года английская эскадра открыла по порту сильный огонь. Под прикрытием этого огня в порт вошли два английских миноносца, взяли обе подводные лодки на буксир, но вместо того, чтобы вывести их из порта и передать их владельцу — Белому флоту — англичане тут же затопили их в фарватере Одесского порта, под предлогом сделать фарватер немореходным. Эта цель достигнута не была.

## Последующие события
Лица, не попавшие на суда и не желавшие оставаться в занятой большевиками Одессе, организовались в отряды и направились пешим маршем на юго-запад, к городу Овидиополь на границе с Румынией, куда они надеялись быть пропущенными. В Овидиополе возникли слухи, что румынские власти никого к себе не принимают. Те воинские части и беженцы, которые решились не испытывать судьбу, а сразу продолжили марш вдоль румынской границы на север, на соединение с частями Промтова и Бредова, в основной своей массе оторвались от преследования советских войск и соединились с основными силами. Те же, кто остался в Овидиополе и попытался перейти на румынскую сторону, получили название «Овидиопольского отряда». Этот отряд, числом от 12 до 16 тысяч, бо́льшей частью гражданских беженцев, попав в мешок и не пропущенный румынскими властями на их территорию, был рассеян — бо́льшая часть сдалась в плен Красной армии, многие погибли в бою, от рук мародёров из местных жителей, заградительного огня румынских войск, покончили с собой. Лишь нескольким сотням удалось переправиться в Румынию (по румынским данным, на территорию Румынии были пропущены 1800 человек) или вырваться из мешка и соединиться с отрядом Бредова.

Жизнь беженцев, попавших на транспорты, продолжалась. В первые же сутки нахождения беженцев на судне «Рио Негро» среди них случилась первая смерть — в судовом журнале была сделана запись: «в 11 часов утра в 45° 49‘ северной широты и 30° 37‘ восточной долготы от болезни с симптомами пневмонии умер Сергей Никитыч Куценко, 32 лет от роду». В тот же день в 6 часов вечера его тело было предано морю согласно обычной морской традиции — судно застопорило машины, священник совершил обряд отпевания и тело было сброшено в воду, после чего судно продолжило свой путь. 27 января (9 февраля) 1920 года в 3 часа утра на борту родилась девочка — в судовом журнале была сделана запись: «Рождение девочки, имя Эффи, Лиля, отец — Максимильян Алексеевич, мать — Ковальская-Шмиден».
...Конницей тов. Котовского продолжается преследование белогвардейцев, отступивших из-под Одессы, при чём изрублено было 200 офицеров. Из Маяк остатки белых бежали по льду и были обстреляны пулемётным огнём. Нами захвачено 39 пулемётов, много военного снаряжения и 8 млн рублей.
После прибытия в Константинополь транспортные суда «Рио Негро» и «Рио Пардо» были направлены в Салоники, куда прибыли 13 февраля 1920 года. Греческое правительство не пожелало принять русских беженцев. Портовые власти Салоник были против предоставления судам свободной практики из-за тифозных больных на борту, что представляло весьма серьёзную проблему — если бы был объявлен официальный карантин, то судно со всеми его пассажирами и экипажем должно было бы оставаться на рейде многие недели. Только после энергичного вмешательства английского морского командования свободная практика была получена. Беженцев согласилось принять к себе Королевство сербов, хорватов и словенцев, куда здоровые и были отправлены в течение нескольких дней несколькими партиями в специально присланных сербскими властями поездах. Больные были размещены в союзнические военные госпитали, которые, к счастью, ещё функционировали в Салониках со времён Великой войны.
За спасение танков несколько офицеров 3-го танкового отряда ВСЮР были награждены английскими орденами. Отряд по прибытии в Севастополь был немедленно отправлен на Перекоп для усиления частей генерала Слащёва. Отряд геройски воевал с большевиками вплоть до самой Севастопольской эвакуации; танкисты были в числе первых награждённых учреждённым генералом Врангелем орденом Николая Чудотворца. На керосине, находившемся на транспорте «Дон» в числе прочих грузов, летала первое время вся белая авиация Крыма.
Украинская галицкая армия, заключившая перемирие с большевиками, была переименована в «Червоную украинскую галицкую армию» — ЧУГА. Части ЧУГА несли караульную службу в Одессе и пригородах, охраняя брошенное имущество ВСЮР. Например, в самой Одессе военнослужащие ЧУГА охраняли сектор города от Преображенской улицы до порта. Мир между галичанами и большевиками длился не долго. Постепенно взаимное раздражение нарастало. Выздоравливающие военнослужащие небольшими группами отправлялись на фронт в различные части. В апреле 1920 года, после того, как в Тирасполе одна из кавалерийских частей ЧУГА подняла антибольшевистское восстание и ушла на соединение с армией УНР, все военнослужащие ЧУГА, всё ещё находящиеся в Одессе, были арестованы. 23 апреля 1920 года их расстреляли из пулемётов чекисты, когда они спали в железнодорожном вагоне, стоящем на запасных путях в ожидании паровоза, который должен был увезти их Одессы. Расправа была списана на самочинный «гнев народных масс».

## Оценки и итоги эвакуации
Современники событий и историки называли Одесскую эвакуацию 1920 года не иначе как «бездарной». Не смогли эвакуироваться и были захвачены в плен в городе Одесса три генерала ВСЮР, около двухсот офицеров и три тысячи солдат (в том числе в госпиталях 1500 больных и раненых). В шестнадцатитысячном «Овидиопольском» отряде, члены которого также не смогли эвакуироваться морем и вышли в сухопутный поход к границам Румынии, также было очень много погибших и пленных. Всего в плен к красным попало около 1200 офицеров. Все они были помещены в концентрационные лагеря, где и были постепенно расстреляны. Массовый расстрел состоялся 5 мая 1920 года
В Одессе было оставлено 100 орудий разных калибров, четыре бронеавтомобиля, четыре бронепоезда, несколько сот тысяч снарядов и патронов, некоторое количество инженерного, автомобильного, авиационного и прочего имущества, продовольствия. В порту остались недостроенный крейсер «Адмирал Нахимов», десантные суда типа «Эльпидифор» — № 413 и № 414, подводные лодки «Лебедь» и «Пеликан», несколько неисправных пароходов, десяток немореходных буксиров и катеров.
По сообщениям одесских советских газет тех дней в Одесском порту остались не вывезенными 300 тысяч пудов зерна, ещё 50 тысяч пудов было обнаружено на баржах, ошвартованных в Карантинной гавани. На пароходе «Александрия» были найдены груз новеньких английских мотоциклеток марки «Триумф», присланных Англией для ВСЮР и 3 тысячи пудов каменного угля. Железнодорожные пути были забиты составами с разнообразными грузами, эвакуированными из Киева и Новороссии, в том числе было обнаружено 130 тысяч пудов дров.
Общее число эвакуированных сложно поддаётся подсчётам, так как транспортные суда с эвакуированными разошлись по разным портам и многие беженцы эвакуировались частным образом. Советские источники сообщали о трёх тысячах эвакуированных, что конечно же не соответствовало действительности. Белогвардейские источники сообщали о шестнадцати тысячах, как о минимальном обоснованном числе эвакуированных, при примерно сорока тысяч желавших эвакуироваться. Из военной техники, снаряжения и материальных запасов удалось эвакуировать все танки, прибывшие в Одессу из Николаева, почти все исправные бронеавтомобили, часть оборудования технических войск, автомобилей и авиационного имущества.

## Списки судов, принявших участие в эвакуации
Транспортные суда
| Вооружённые силы Юга России            | |
| Пароход «Анатолий Молчанов»            | принял на борт Главноначальствующего Новороссийской области генерала Шиллинга, его Штаб, начальника Военного управления порта, прочих командиров, начальников, их окружение, ушёл в Севастополь.                                                                                                 |
| Недостроенный пароход танкер «Баку»    | был на буксире уведён «Цересом» в Константинополь. Согласно судовому журналу имел на борту 47 человек экипажа и 493 пассажира (по другим данным — около 600 пассажиров), в том числе более 30 офицеров флота с семьями, эвакуирующихся из Николаева                                              |
| Пароход Добровольного флота «Владимир» | принял различные воинские команды ВСЮР, числом, по разным источникам, от нескольких до 11 тысяч (на рейде частично переведённых на другие транспорты), ушёл в Севастополь |
| Транспорт «Грегор»                     | был буксируем английским буксиром с 350 беженцами на борту в Константинополь. Во время шторма буксирный конец лопнул и транспорт был выброшен на турецкий берег. Все пассажиры спаслись |
| Транспорт «Далланд»                    | |
| Транспорт «Дмитрий»                    | по неизвестной причине не ушёл из порта |
| Пароход «Дон»                          | был уведён в Севастополь на буксире французского крейсера «Вальдек Руссо» |
| Пароход «Ксения»                       | |
| Буксир «Навал»                         | эвакуировал баржу и около десятка офицеров с семьями. Потерял управляемость (буксирный конец намотало на винт) и затонул во время шторма, начавшегося 8 февраля 1920 года |
| Пароход «Николай» (№ 119)              | был приспособлен для перевозки лошадей и должен был принять кавалерийскую бригаду Н. В. Склярова, но по требованию английского военного представителя пароход был отдан под нужды англичан. |
| Пароход «Россия»                       | |
| Пароход «Румянцев»                     | принял личный состав Военного управления порта, ушёл в Варну |
| Пароход «Саратов»                      | |
| Плавучий госпиталь «Святой Николай»    | принял на борт больных сыпным тифом |
| Пароход «Тигр»                         | |
| Великобритания                         | |
| Транспорт Его Величества «Rio Negro»   | принял около 1400 беженцев, раненых офицеров, юнкеров Донского и Сергиевского артиллерийского училищ, кадет Одесского кадетского корпуса, ушёл в порт Салоники (Греция) |
| Транспорт Его Величества «Rio Pardo»   | принял беженцев, ушёл в Грецию |
| Болгария                               | |
| Пароход «Царь Фердинанд»               | прибыл на рейд после захвата Одессы, принял пассажиров с других, переполненных судов; доставил в Варну беженцев и чинов гражданского управления штаба Одесского военного округа, судебные власти и кадет-киевлян (пришедших в порт в самый последний момент и поднятых на борт крейсера «Церес») |

Военные корабли
| Вооружённые силы Юга России         | |
| Посыльное судно «Лётчик»            | |
| Миноносец «Цесаревич Георгий»       | под командованием капитана 2-го ранга Домбровского из-за отсутствия угля в Севастополе смог прибыть на рейд Одессы только в конце дня 7 февраля. Принимал участие в попытках вывода из уже захваченного большевиками порта военных кораблей и уничтожения оставшегося в порту военного имущества, и в поисках Овидиопольского отряда в устье Днестровского лимана |
| Миноносец «Жаркий»                  | под командованием старшего лейтенанта Манштейна из-за отсутствия угля в Севастополе смог прибыть на рейд Одессы только в конце дня 7 февраля. Принимал участие в попытках вывода из уже захваченного большевиками порта военных кораблей и уничтожения оставшегося в порту военного имущества                                                                     |
| Тральщик «Баклан»                   | |
| Великобритания                      | |
| Линкор «Аякс»                       | |
| Крейсер «Cardiff»                   | |
| Крейсер «Церес»                     | |
| Линкор «Император Индии»            | |
| эсминцы                             | |
| Франция                             | |
| Броненосный крейсер «Жюль Мишле»    | прибыл в Одессу с опозданием |
| Броненосный крейсер «Вальдек Руссо» | прибыл в Одессу с опозданием, отбуксировал в Севастополь не имеющий собственного хода транспорт «Дон» с грузом английских танков 3-го танкового отряда на борту |
| США                                 | |
| Миноносец                           | |

Вспомогательные суда
| Вооружённые силы Юга России | |
| Буксир «Работник»           | обеспечивал заводку и вывод судов из порта во всё время эвакуации |
| Буксир «Смелый»             | обеспечивал заводку и вывод судов из порта во всё время эвакуации |
| Паровая шаланда «Сурож»     | экипаж шаланды не собирался выходить в море; под угрозой применения военной силы со стороны офицеров-танкистов, сумевших захватить шаланду, вывела на рейд обездвиженный транспорт «Дон» с грузом танков на борту |
| Великобритания              | |
| Угольщик «Вотан»            | доставил в Одесский порт 2000 тонн угля для снабжения им русских кораблей и судов |

- большое количество мелких и не мореходных плавсредств ушли в ближайший порт Сулина (Румыния).

Сцены эвакуации. Одесский порт, февраль 1920 года

## Статьи и публикации
- Варнек П. А. [militera.lib.ru/h/whitefleet/09.html Эвакуация Одессы Добровольческой армией в 1920 году] // Военная быль : журнал. — 1970. — № 106.
- Арцюшкович М. Возвращение полуроты 2-й и полностью 3-й рот из Аккермана в Одессу // Кадетская перекличка : журнал. — 1980. — № 24.
- Бекеч В. А. [militera.lib.ru/h/whitefleet/10.html На транспорте «Дон»] // Военная быль : журнал. — 1971. — № 113.